# Pickering, Darby & Allday
Die Pickering, Darby & Allday Ltd. war ein britischer Automobilhersteller, der von 1912 bis 1913 in Birmingham ansässig.
Unter dem Namen PDA fertigte das Unternehmen ein Cyclecar mit V2-Motoren verschiedener Hersteller wie Blumfield, J.A.P. und Precision. Insgesamt entstanden etwa 15 Fahrzeuge.